# Gottlieb Wilhelm Hüllmann
Gottlieb Wilhelm Hüllmann (* 22. Mai 1765 in Meißen; † nach 1828 in Dresden) war ein deutscher Zeichner und Kupferstecher.

## Biografie
Gottlieb Wilhelm Hüllmann lernte das Kupferstechen an der Dresdner Akademie bei Christian Gottfried Schulze. Er stach bevorzugt Porträts, meist nach fremden Vorlagen. In den Jahren nach 1790 beteiligte er sich an der Illustration von Büchern, u. a. über Cooks Reisen, Baukunst, Gartengestaltung und zu besonderen Ereignissen am Hof und beim Adel. Dabei entstanden Kontakte nach Berlin, wo er verschiedene Blätter stach. Einige Blätter befinden sich im Besitz des Kupferstichkabinetts Berlin.